# イヴォルギンスキー・ダツァン

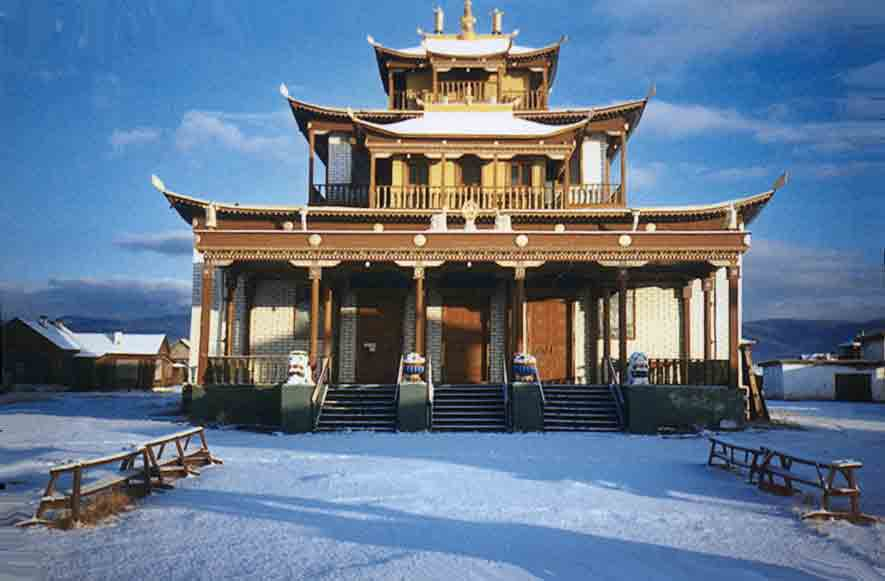
イヴォルギンスキー・ダツァン

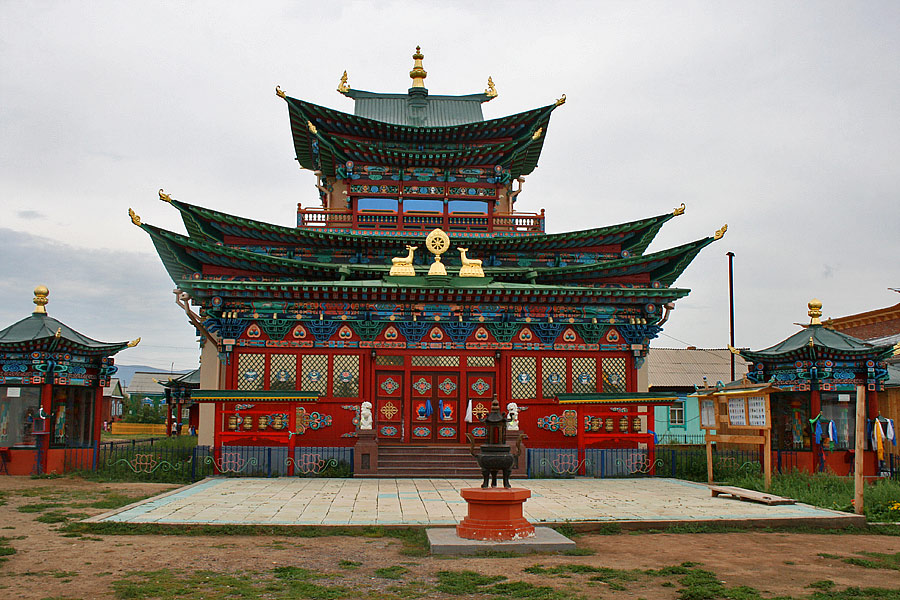
イヴォルギンスキー・ダツァン

イヴォルギンスキー・ダツァン（ロシア語: Иволгинский Дацан, ブリヤート語: Эбилгын Дасан, Ivolginskiy Datsan）はロシア連邦ブリヤート共和国ウラン・ウデから23km離れたヴェルフニャヤ・イヴォルガ村にある仏教寺院。

## 歴史
このダツァンが建立されたのは1945年、宗教の自由がなかった当時唯一のソビエト連邦内の仏教の中心地であった。そして全ロシアのラマ僧のリーダーであるパンディド・カンボ・ラマが住まうようになった。

## 概要

### 仏教の中心として
ここにはソビエト連邦時代の「中央霊的仏教委員会」（1995年以降は仏教徒伝統僧伽）と仏教の指導者パンディド・カンボ・ラマの住居があった。
ダツァンの信仰活動は寺院の儀式、医療行為、仏教教育の伝統過程である。1991年にダツァンの隣には仏教徒大学「ダシ・チョインホルリン」（དགའ་ལྡན་བཀྲ་ཤིས་ཆོས་འཁོར་གླིང་། ,Dashi Choinkhorling）が開学した。

### 文化の宝
タンカ、彫刻、儀式といった多数のブリヤート芸術がイヴォルギンスキー・ダツァンに集められ、保存されている。
寺院に収蔵された宝には絹に書かれたチベット語の経典や聖なるBodskhvaの温室がある。文化の信仰の記念物としてダツァンは国の保護下にある。
このダツァンの中心はソグション・グンカン, ミンドルリン・スム, Devazhin そして Sackhjusan-sumeといった寺院からなる。更に図書館、ホテル、哲学的集団であるチョイラ、仏教徒大学タシ・チョイホルリン、ブリヤート芸術の記念碑の美術館、ソボルガン塔、ラマのためのサービス施設や家々がある。

### イチゲロフ
1927年、イヴォルギンスキー・ダツァンの12代目パンディト・ハンボ・ラマ、ダシ＝ドルジョ・イチゲロフは弟子や友人達に死後自分の体を埋葬し、30年後にそれを掘り返してみる様に言ったとされる。それから彼は蓮華座に祈って死んだ。僧侶たちはそれに従い、パンディト＝ハンボ17世ロブサン・ニマ・ダメリンらによって30年後彼の遺体が掘り出されたときには、驚くべきことに遺体は全く腐敗していなかった。
それどころか、とても30年の月日が流れたようには見えず精々死後2、3年に見えた。僧侶たちはこの「奇跡」にソビエトが反応することを恐れ、無銘の墓にイチゲロフの遺体を埋め直した。
この出来事は長年に渡って忘れられず、ソビエト連邦崩壊後の2002年9月11日に遺体は掘り出されてダツァンへ移され、僧侶たちだけでなく科学者・病理学者によって詳しく調べられた。公式声明によると遺体は全ての筋肉・内部組織・柔らかい関節・皮膚いずれにも腐敗の兆候はみられず、保存状態は非常によい。興味深いことに防腐処理やミイラ化は全くされていないという。